# Norra Visby
Norra Visby var en av SCB avgränsad och namnsatt tätort i Gotlands kommun i Gotlands län.
Före 2010 var orten klassad som en småort under namnet "Gustavsvik och Annelund". Området omfattade bland annat bebyggelse i Gustavsvik, delar av Annelund, Snäckgärdet, Bergbetningen med flera områden. Vid avgränsningen 2023 klassades området som en del av tätorten Visby

## Befolkningsutveckling
| Befolkningsutvecklingen i Norra Visby/Gustavsvik och Annelund 1990–2020                                   | Befolkningsutvecklingen i Norra Visby/Gustavsvik och Annelund 1990–2020 | Befolkningsutvecklingen i Norra Visby/Gustavsvik och Annelund 1990–2020 | Befolkningsutvecklingen i Norra Visby/Gustavsvik och Annelund 1990–2020 | Befolkningsutvecklingen i Norra Visby/Gustavsvik och Annelund 1990–2020 |
| --- | ----------------------------------------------------------------------- | ----------------------------------------------------------------------- | ----------------------------------------------------------------------- | ----------------------------------------------------------------------- |
| |                                                                         |                                                                         |                                                                         |                                                                         |
| År |                                                                         |                                                                         | Folkmängd                                                               | Areal (ha)                                                              |
| 1990 | 1990                                                                    |                                                                         | 132                                                                     | 69#                                                                     |
| 1995 | 1995                                                                    |                                                                         | 111                                                                     | 73#                                                                     |
| 2000 | 2000                                                                    |                                                                         | 110                                                                     | 73#                                                                     |
| 2005 | 2005                                                                    |                                                                         | 205                                                                     | 83#                                                                     |
| 2010 | 2010                                                                    |                                                                         | 453                                                                     | 88                                                                      |
| 2015 | 2015                                                                    |                                                                         | 551                                                                     | 143                                                                     |
| 2020 | 2020                                                                    |                                                                         | 670                                                                     | 148                                                                     |
| Anm.: Ny tätort 2010 (räknades som småort 2005 på grund av för hög andel fritidsbebyggelse) # Som småort. |                                                                         |                                                                         |                                                                         |                                                                         |